# Alberto Ródenas Martínez
Alberto Ródenas Martínez (Petrel, Alicante), 26 de octubre de 1998) deportivamente conocido como Alberto Ródenas, es un futbolista profesional español. Actualmente juega como delantero en el UCAM Murcia Club de Fútbol de Segunda División RFEF.

## Trayectoria
Natural de Petrel (Alicante), es un delantero formado en la cantera del Elche CF hasta 2016, fecha en la que ingresó en el juvenil "A" en el Club Atlético de Madrid, con el que disputó la UEFA Youth League en su primera temporada. 
En la temporada 2017-18, forma parte de la plantilla del Club Atlético de Madrid "B" con el que llegó a debutar en la Segunda División B de España, disputando 29 partidos en los que anota 6 goles. 
El 25 de agosto de 2018, firma una temporada por el Recreativo de Huelva de la Segunda División B de España, cedido por el Club Atlético de Madrid, con el que anota 3 goles en 26 partidos.
El 27 de julio de 2019, firma una temporada por el Rayo Majadahonda de la Segunda División B de España, cedido por el Club Atlético de Madrid, con el que anota 2 goles en 20 partidos.
Ródenas comienza la temporada 2020-21 en el Club Atlético de Madrid "B" con el que disputa 5 partidos, pero el 29 de enero de 2021 firma por el Córdoba CF de la Segunda División B de España, con el que jugaría otros 5 partidos.
El 21 de agosto de 2021, firma por el Real Avilés de la Segunda Federación, con el que anota 12 goles en 30 partidos.
El 5 de julio de 2022, firma por la Unión Deportiva San Sebastián de los Reyes de la Primera Federación.
El 12 de julio de 2023, firma por el UCAM Murcia Club de Fútbol de Segunda División RFEF.

## Clubes
| Club                                       | País   | Años              |
| ------------------------------------------ | ------ | ----------------- |
| Club Atlético de Madrid "B"                | España | 2017 - 2021       |
| Recreativo de Huelva (cedido)              | España | 2018 - 2019       |
| Rayo Majadahonda (cedido)                  | España | 2019 - 2020       |
| Córdoba CF                                 | España | 2021              |
| Real Avilés                                | España | 2021 - 2022       |
| Unión Deportiva San Sebastián de los Reyes | España | 2022 - 2023       |
| UCAM Murcia Club de Fútbol                 | España | 2023 - Actualidad |